# Grand Kru
Grand Kru é um dos 15 condados da Libéria. Sua capital é a cidade de Barclayville. Foi criado em 1984 pela união dos Territórios de Sasstown e de Kru Coast, que, antes, faziam parte do condado de Maryland.

## Distritos
Grand Kru está dividido em 18 distritos (populações em 2008 entre parênteses):
- Barclayville (10.904)
- Bleebo (1.809)
- Bolloh (1.891)
- Buah (649)
- Dorbor (1.935)
- Dweh (935)
- Felo-Jekwi (2.194)
- Fenetoe (1.742)
- Forpoh (1.088)
- Garraway (9.726)
- Gee (2.552)
- Grand Cess Wedabo (10.471)
- Kpi (1.603)
- Lower Jloh (1.212)
- Nrokwia-Wesldow (1.878)
- Trenbo (3.912)
- Wlogba (1.917)
- Wlogba (688)